# VIe gouvernement de la République (Espagne)
Seconde Républiqe espagnol
Lerroux I Lerroux II
Le VIe gouvernement de la République est le gouvernement de la République espagnole en fonction le 8 octobre 1933 au 16 décembre 1933.

## Composition
| Portefeuille                                         | Titulaires | Titulaires                    | Parti                                  |
| ---------------------------------------------------- | ---------- | ----------------------------- | -------------------------------------- |
| Président du Conseil                                 |            | Diego Martínez Barrio         | PRR                                    |
| Ministre d'État                                      |            | Claudio Sánchez-Albornoz      | AR                                     |
| Ministre de la Justice                               |            | Juan Botella Asensi           | Izquierda Radical Socialista (es)      |
| Ministre de la Justice                               |            | Domingo Barnés Salinas        | Partido Republicano Radical Socialista |
| Ministre de la Guerre                                |            | Juan José Rocha García        | PRR                                    |
| Ministre de la Marine                                |            | Vicente Iranzo                | PRR                                    |
| Ministre de l'Économie et des Finances               |            | Antonio Lara Zárate           | PRR                                    |
| Ministre du Gouvernement                             |            | Manuel Rico Avello            | sans                                   |
| Ministre de l'Instruction publique et des Beaux-arts |            | Domingo Barnés Salinas        | Partido Republicano Radical Socialista |
| Ministre des Travaux publics                         |            | Rafael Guerra del Río (es)    | PRR                                    |
| Ministre du Travail et de la Santé                   |            | Carles Pi i Sunyer            | ERC                                    |
| Ministre de l'Agriculture                            |            | Cirilo del Río Rodríguez (es) | DLR                                    |
| Ministre de l'Industrie et du Commerce               |            | Félix Gordón Ordás (es)       | Partido Republicano Radical Socialista |
| Ministre des Communications                          |            | Emilio Palomo Aguado (es)     | Partido Republicano Radical Socialista |